# Labuhan Mandi
Labuhan Mandi is een bestuurslaag in het regentschap Lampung Barat van de provincie Lampung, Indonesië. Labuhan Mandi telt 996 inwoners (volkstelling 2010).